# Raffey Cassidy
Raffey Cassidy (Worsley, Gran Mánchester; 12 de noviembre de 2001) es una actriz británica conocida por sus interpretaciones en películas como Tomorrowland (2015), Vox Lux (2018), y The Other Lamb (2019).

## Biografía
Raffey Cassidy nació el 12 de noviembre de 2001 en Worsley, en el condado de Gran Mánchester, Inglaterra. Ha participado como actriz en varias películas, entre las que se destaca Snow White and the Huntsman de Universal Pictures en el año 2012 junto a Charlize Theron, Kristen Stewart, y Chris Hemsworth. También en 2012 trabajó en la película de Tim Burton Sombras tenebrosas, con Johnny Depp para Warner Bros. En 2015, Cassidy interpretó a Molly en la película Molly Moon y el increíble libro del hipnotismo, producida por Amber Entertainment y actuando junto a Emily Watson y Dominic Monaghan y en ese mismo año también interpretó a Athena, una niña robot, en la película Tomorrowland, junto a George Clooney y Hugh Laurie.
En televisión, ha participado como actriz invitada en Mr. Selfridge, junto a Jeremy Piven.
En 2013 Cassidy fue seleccionada en la lista Stars of Tomorrow (Estrellas del mañana) que anualmente publica la revista Screen International. Es la actriz más joven que ha sido seleccionada entre las ediciones anuales de la lista.

## Filmografía

### Cine
| Año  | Título                                         | Personaje                 | Notas        |
| ---- | ---------------------------------------------- | ------------------------- | ------------ |
| 2012 | Sombras tenebrosas                             | Angelique (joven)         |              |
| 2012 | Snow White and the Huntsman                    | Blancanieves (joven)      |              |
| 2013 | The Beast                                      | Mia                       | Cortometraje |
| 2015 | Molly Moon y el increíble libro del hipnotismo | Molly Moon                |              |
| 2015 | Tomorrowland                                   | Athena                    |              |
| 2015 | Rust                                           | Georgie                   | Cortometraje |
| 2016 | Miranda's Letter                               | Miranda                   | Cortometraje |
| 2016 | Allied                                         | Anna Vatan                |              |
| 2017 | The Killing of a Sacred Deer                   | Kim Murphy                |              |
| 2018 | Vox Lux                                        | Young Celeste & Albertine |              |
| 2019 | The Other Lamb                                 | Selah                     |              |
| 2024 | The Brutalist                                  | Zsofia                    |              |

### Televisión
| Año  | Título                            | Personaje          | Notas                    |
| ---- | --------------------------------- | ------------------ | ------------------------ |
| 2009 | Spanish Flu: The Forgotten Fallen | Ellen              | Película para televisión |
| 2011 | 32 Brinkburn Street               | Nora               |                          |
| 2012 | Stepping Up                       | Freya              |                          |
| 2013 | Mr. Selfridge                     | Beatrice Selfridge |                          |